# Kikuko, principessa Takamatsu
Nobuhito, principessa Takamatsu, (in giapponese: 宣仁親王妃喜久子 Nobuhito Shinnōhi Kikuko), nata Kikuko Tokugawa (in giapponese: 徳川喜久子 Tokugawa Kikuko) (Tokyo, 26 dicembre 1911 – Tokyo, 18 dicembre 2004), è stata un membro della famiglia imperiale giapponese. La principessa fu la moglie del Principe Takamatsu, figlio secondogenito dell'imperatore Taisho e dell'imperatrice Teimei, cognata dell'Imperatore Hirohito e zia dell'imperatore Akihito.
Fu conosciuta soprattutto per le attività filantropiche, in particolare per il suo patrocinio a enti di ricerca sul cancro. Al momento della sua morte, la principessa Takamatsu era il più anziano membro della famiglia imperiale.

## Primi anni di vita
La principessa nacque a Tokyo il 26 dicembre 1911, seconda figlia di Yoshihisa Tokugawa (2 settembre 1884 - 22 gennaio 1922), un pari, e dalla moglie la principessa Mieko di Arisugawa (14 febbraio 1891 - 25 aprile 1933). Il suo nonno paterno fu Tokugawa Yoshinobu, l'ultimo shōgun del Giappone. Suo nonno materno, fu il principe Arisugawa Takehito, settimo capo dell'Arisugawa-no-miya, uno dei quattro shinnōke o rami indiretti della Famiglia imperiale del periodo Edo, abilitato a fornire un successore al trono in mancanza di un erede diretto. Lady Kikuko Tokugawa ricevette la sua istruzione primaria e secondaria nel dipartimento femminile del Gakushūin. All'età di diciotto anni, si fidanzò con il principe Takamastu, allora terza in linea di successione per il trono del crisantemo.

## Il matrimonio

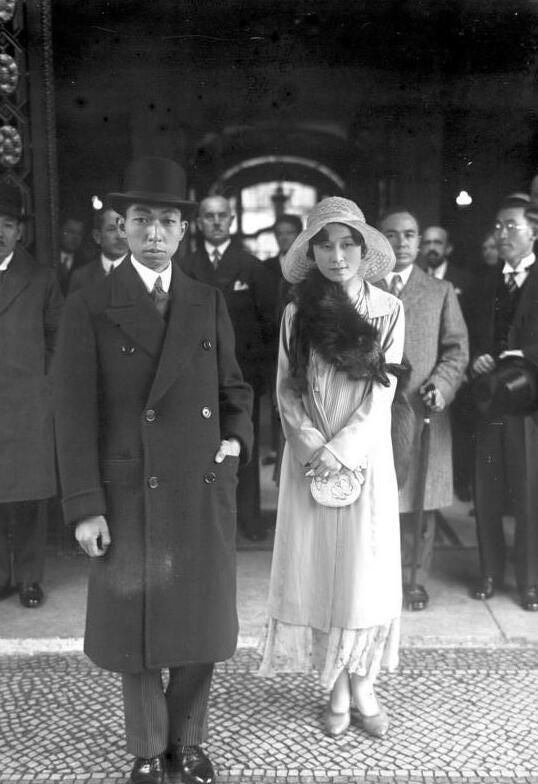
La Principessa con il marito a Berlino nel 1930.

Il 4 febbraio 1930, sposò il principe Takamatsu nel Palazzo Imperiale di Tokyo. La coppia non ebbe figli. Poco dopo il matrimonio, il principe e la principessa Takamatsu intrapresero un tour mondiale, in parte per restituire la cortesia mostrata loro da re Giorgio V del Regno Unito per l'invio di una missione a Tokyo per insignire l'imperatore Hirohito dell'Ordine della Giarrettiera. Il principe e la principessa tornarono in Giappone nel giugno dell'anno successivo e si stabilirono a Takanawa a Minato, Tokyo.
Dopo la morte della madre per un cancro all'intestino nel 1933, la principessa Takamatsu divenne patrona della ricerca sul cancro. Utilizzando i soldi donati dal pubblico, nel 1969 istituì il fondo per la ricerca sul cancro "Principessa Takamatsu", che organizza convegni e concede finanziamenti agli scienziati. Lavorò anche come presidente di un'organizzazione che si occupa del sollievo delle persone affette da malattia di Hansen. La principessa fu inoltre presidente onoraria di altre fondazioni e vicepresidente onoraria della Croce rossa giapponese.

## Franchezza non convenzionale
Nel 1991, Kikuko e un aiutante scoprirono un diario di venti volumi, scritto di suo pugno del principe Takamatsu tra il 1934 e il 1947. Nonostante l'opposizione dei burocrati dell'Agenzia della Casa Imperiale, diede il diario alla rivista Chūōkōron che ne pubblicò degli stralci nel 1995.
Il diario rivelò che il principe Takamatsu si oppose aspramente alle incursioni dell'Armata del Kwantung in Manciuria nel mese di settembre del 1931, all'espansione dell'incidente del ponte di Marco Polo in una guerra su vasta scala di aggressione alla Cina e che nel novembre 1941 mise in guardia il fratello, Hirohito sul fatto che la Marina imperiale giapponese non sarebbe riuscita a sostenere le ostilità per più di due anni contro gli Stati Uniti.
Dopo la morte della cognata, l'imperatrice Kōjun, nel 2000, la principessa Takamatsu divenne il membro più anziano della famiglia imperiale. Nel 2002, dopo il principe ereditario Naruhito e la moglie Masako ebbero una figlia, la principessa fu il primo membro della famiglia imperiale a dichiarare pubblicamente che sarebbero state necessarie delle modifiche alla legge della casa imperiale del 1947, che limita la successione al trono del crisantemo ai soli maschi legittimi in linea maschile. In un articolo che scrisse per una rivista femminile, sostenne che avere una femmina tennō non era "innaturale", in quanto le donne ascesero al trono diverse volte in passato, l'ultima nel XVIII secolo.

## Morte
La Principessa Takamatsu morì nell'ospedale internazionale San Luca di Tokyo il 18 dicembre 2004 per sepsi. Fu ricoverata più volte per vari disturbi durante l'ultimo decennio della sua vita. Le esequie si tennero il 27 dicembre nel cimitero imperiale di Toshimagaoka nel quartiere Bunkyō di Tokyo.